# Teenage Fanclub
Teenage Fanclub (Ти́нэйдж Фанкла́б) — шотландская альтернативная рок-группа. Создана была в городе Беллсхилл в 1989 году.
Сайт AllMusic характеризует Teenage Fanclub как «вечно недооценённую шотландскую инди-группу с прекрасными мелодиями и вдохновлёнными группой Byrds гармониями».
В истории группы был только один короткий момент попадания в моду среди музыкальных критиков и покупателей. Её дебютный альбом — Bandwagonesque (1991, Geffen) — пользовался огромным успехом у критики и был хорошо принят на университетских радиостанциях, однако мейнстримные радиостанции его не оценили. Журнал Spin поставил его на 1 место в своём списке лучших альбомов 1991 года — выше, чем Nevermind группы Nirvana, Loveless группы My Bloody Valentine и Out of Time группы R.E.M.. А несколькими месяцами позже, в апреле или мае 1992 года, журнал Rolling Stone в своём «горячем номере» провозгласил Teenage Fanclub «горячей группой» текущего года. При всём при этом Rolling Stone оценил альбом всего одной звездой. По словам газеты Baltimore Sun, в различности этих мнений вся суть рассказа про группу — «некоторыми почитаемая, многими игнорируемая, она проводит больше времени в корзинках подержанных компакт-дисков, чем в коллекциях записей».

## Дискография
Студийные альбомы
- A Catholic Education (1990)
- The King (1991)
- Bandwagonesque (1991)
- Thirteen (1993)
- Grand Prix (1995)
- Songs from Northern Britain (1997)
- Howdy! (2000)
- Words of Wisdom and Hope (совместно с Джедом Фейром, 2002)
- Man-Made (2005)
- Shadows (2010)
- Here (2016)
- Endless Arcade (2021)